# Molly Price
Molly Evan Price (* 15. Dezember 1966 in North Plainfield, New Jersey) ist eine US-amerikanische Schauspielerin.

## Leben
1984 machte Molly ihren Abschluss an der North Plainfield High School. Danach studierte sie an der Rutgers University in New Jersey.
Mit der Schauspielerei begann sie 1991. 1999 erhielt sie eine Rolle in Woody Allens Film Sweet and Lowdown.
Ihre zahlreichen Gastauftritte in Fernsehserien umfassen Law & Order, Trinity, Sex and the City, Emergency Room – Die Notaufnahme, The Mentalist und Medical Investigation.
Molly ist seit 2001 mit Derek Kelly, einem Feuerwehrmann, verheiratet, mit dem sie in New York City lebt. Derek Kelly wirkte auch in der Serie Third Watch – Einsatz am Limit mit. Dort spielte er den Feuerwehrmann D.K. Im November 2003 brachte sie ihr erstes Kind, einen Jungen, zur Welt.

## Filmografie (Auswahl)

### Filme
- 1992: Love-Crash (Jersey Girl)
- 1994: Fluch des Blutes (Risk)
- 1994: The Counterfeit Contessa
- 1995: Verschwörung der Patrioten (The Shamrock Conspiracy)
- 1997: Kiss Me, Guido
- 1999: Sweet and Lowdown
- 1999: Begegnung des Schicksals (Random Hearts)
- 2000: Chasing Sleep
- 2001: The Sleepy Time Gal
- 2006: Devil You Know
- 2007: Das Leben vor meinen Augen (The Life Before Her Eyes)
- 2009: What Goes Up
- 2010: Woher weißt du, dass es Liebe ist? (How Do You Know?)
- 2011: The Good Doctor
- 2012: Not Fade Away
- 2013: The Devil You Know
- 2014: God’s Pocket
- 2024: Babygirl

### Fernsehserien
- 1991–2006: Law & Order (4 Folgen, verschiedene Rollen, 4 Folgen)
- 1995: Bless This House (13 Folgen)
- 1999–2005: Third Watch – Einsatz am Limit (Third Watch, 122 Folgen)
- 2007: Bionic Woman (9 Folgen)
- 2009: The Mentalist (Folge 2x04)
- 2011: Person of Interest (Folge 1x02)
- 2011: Blue Bloods – Crime Scene New York (Blue Bloods, Folge 2x12)
- 2012: Shameless (2 Folgen)
- 2014: White Collar (eine Folge)
- 2014: The Knick (2 Folgen)
- 2015: Happyish (6 Folgen)
- 2015: The Slap (2 Folgen)
- 2015: Law & Order: Special Victims Unit (Folge 16x17)
- 2016: The Blacklist (Folge 3x13)
- 2016: Bates Motel (Folge 4x10)
- 2017: Feud – Bette and Joan (3 Folgen)
- 2017: The Path (4 Folgen)
- 2017: Bloodline (3 Folgen)
- 2018: American Crime Story (Folge 2x07)
- 2018: The Good Cop (2 Folgen)
- 2018–2019: Queen America (9 Folgen)
- 2019–2020: Almost Family (5 Folgen)
- 2021: And Just Like That … (eine Folge)
- 2024–2025: Elsbeth (7 Folgen)
- 2025: Will Trent (Fernsehserie) (1 Folge)